# 拉赫曼库尔·库尔班诺夫
拉赫曼库尔·库尔班诺维奇·库尔班诺夫，（俄语：Рахманку́л Курба́нович Курба́нов，1912年7月12日（格里历：7月25日）—2012年6月9日），乌兹别克族，苏联党和国家领导人。曾任乌共（布）卡什卡达里亚州、安集延州委第一书记；乌兹别克苏维埃社会主义共和国部长会议主席；乌兹别克苏维埃社会主义共和国国营农场部第一副部长等职务。

## 生平
- 1912年7月12日（格里历：7月25日）出生于哈拉汗国卡拉巴赫村的一个富农家庭。
- 1926年7月-1928年8月，当地村委会工作。
- 1928年8月-1931年7月，卡尔希师范学院学习。
- 1931年7月-1932年7月，亚卡巴格区公共教育部教师、督学。
- 1932年7月-1933年9月，共青团亚卡巴格区委书记。
- 1933年9月-1937年，布哈拉教育学院学习。
- 1937年-1938年，布哈拉教育学院教师。
- 1938年-1939年7月，布哈拉州卡尔希市第17中学教导副主任。
- 1939年7月-1941年2月，布哈拉州卡尔希区公共教育部长。1940年7月加入联共（布）。
- 1941年2月-1942年12月，锡尔河州公共教育部长。
- 1942年12月-1943年2月，乌共（布）锡尔河州铁尔梅兹区委第二书记。
- 1943年2月-6月，共青团卡什卡达里亚州委第一书记。
- 1943年6月-1946年10月，乌共（布）卡什卡达里亚州委第三书记。
- 1946年10月-1949年7月，联共（布）中央高级党校学习。
- 1949年7月-1951年1月，乌共（布）安集延州齐纳巴德区委第一书记。
- 1951年1月-1952年1月，乌共（布）安集延州伊兹巴肯特区委第一书记。
- 1952年1月-1956年1月，乌共卡什卡达里亚州委第一书记。
- 1956年1月-1961年9月，乌共安集延州委第一书记。
- 1961年9月-1971年2月，乌兹别克苏维埃社会主义共和国部长会议主席。
- 1971年2月-1975年3月，乌兹别克苏维埃社会主义共和国国营农场部第一副部长。
- 1975年3月起退休，享受塔什干市联邦养老金待遇。退休后不久被捕入狱并被开除党籍。
- 1977年10月13日根据苏联最高苏维埃主席团法令获得特赦。1979年7月30日被乌兹别克苏维埃社会主义共和国最高法院平反。
- 1979年起，卡什卡达里亚州Karshitselinkhlopok公司第一副主任。
- 2012年6月9日于塔什干逝世，享年99岁。

库尔班诺夫是苏共19-23大代表；第22-23届中央候补委员；第4届苏联最高苏维埃民族院代表，第5-8届苏联最高苏维埃联盟院代表；第3、5-7届乌兹别克苏维埃社会主义共和国最高苏维埃代表。

## 荣誉
- 三次列宁勋章
- 劳动红旗勋章
- 三次荣誉勋章